# Monismo neutral
O monismo neutral, em filosofia, é uma visão metafísica que invoca que o mental e o físico são duas formas de organizar e descrever os mesmos elementos, que são eles próprios "neutros", ou seja, nem físicos nem mentais. Esta visão nega que o mental e o físico sejam duas coisas fundamentalmente diferentes. Ao invés, o monismo neutral afirma que o universo consiste apenas num tipo de coisa, na forma de elementos neutros que não são mentais nem físicos. Esses elementos neutros podem ter as propriedades de cor e forma, tal como as experimentamos. Mas esses elementos com forma e coloridos não existem numa mente; eles existem por si próprios.